# Seekonk (Massachusetts)
Seekonk é uma vila localizada no condado de Bristol no estado estadounidense de Massachusetts. No Censo de 2010 tinha uma população de 13.722 habitantes e uma densidade populacional de 284,52 pessoas por km².

## Geografia
Seekonk encontra-se localizado nas coordenadas 41° 50′ 16″ N, 71° 19′ 14″ O. Segundo o Departamento do Censo dos Estados Unidos, Seekonk tem uma superfície total de 48.23 km², da qual 47.58 km² correspondem a terra firme e (1.34%) 0.64 km² é água.

## Demografia
Segundo o censo de 2010, tinha 13.722 pessoas residindo em Seekonk. A densidade populacional era de 284,52 hab./km². Dos 13.722 habitantes, Seekonk estava composto pelo 95.16% brancos, o 1.07% eram afroamericanos, o 0.22% eram amerindios, o 1.21% eram asiáticos, o 0.01% eram insulares do Pacífico, o 0.95% eram de outras raças e o 1.37% pertenciam a duas ou mais raças. Do total da população o 1.83% eram hispanos ou latinos de qualquer raça.